# Dynamo Eclot
Dynamo Eclot je esportová organizace založená pod názvem Eclot roku 2015. O šest let později našla silného investora v Petru Dědkovi a začala spolupracovat s hokejovým týmem Dynamo Pardubice. V současné době patří mezi absolutní českou špičku v herních titulech Counter-Strike 2 a NHL. Kromě samotných výsledků je cílem organizace také komplexní rozvoj hráčů a popularizace esportu v Česku a na Slovensku.

## Historie

### Založení
Organizace byla oficiálně založena roku 2015 Martinem Novotným a Jaroslavem Kožušníkem. První sekcí byla sekce League of Legends. Na začátku roku 2016 byl pak tým nahrazen týmem Counter-Strike: Global Offensive. S postupem času začal Eclot působit ve více hrách. Věnoval se herním sériím Counter-Strike a Hearthstone, ale také World of Tanks a Rainbow Six Siege. Nakonec se organizace rozhodla v těchto herních titulech nepokračovat. Na konci roku 2017 se rozhodl tehdejší CEO a zakladatel Jaroslav Kožušník z osobních důvodů tým opustit. Mezi největší úspěchy tehdejšího Eclotu lze zařadit Hekiho vítězství na Majstrovstvá SR a FORGAMES v roce 2017, postup na Hearthstone Master Tour 2018 ve švédském Jönköpingu, Pardubovo vítězství na DreamHacku v Lipsku v roce 2019 nebo Mattyho stříbrná medaile na Red Bull M.E.O. Season 2 World Finals, kterou získal roku 2020. V květnu 2020 Eclot Gaming představil první dívčí Valorant sekci.

### Spojení s HC Dynamo Pardubice
Dne 24. května 2021 spojil Eclot své síly s hokejovým klubem Dynamo Pardubice a přejmenoval se na Dynamo Eclot. Pardubický hokejový klub měl v tu chvíli na kontě již 2 roky zkušeností z prostředí esportu, kdy se pod jménem Dynamo Gaming účastnil ligy v LoL Hitpoint Challengers a zapsal také celkové vítězství v Esport Hokejové Lize ve hře NHL 21.
Od vstupu silného investora se tým propracoval na absolutní domácí špičku, když jeho CS:GO a následně CS2 sekce, jako první v historii, získala v březnu 2024 Tipsport Grandslam, v srpnu téhož roku se úspěšně kvalifikovala na RMR v čínském Šanghaji, 3× v řadě ovládla Majstrovstvá SR (2022, 2023 a 2024) a také některé z dalších mezinárodních lig. NHL sekce dokázala v únoru 2023 dokončit hattrick v Esport Hokejové Lize a LoL sekce zvítězila v Hitpoint Masters Winter 2022.

### Podzim 2024 – současnost
Dne 20. listopadu 2024 CS2 sekce, i přes velmi dobré výkony, se skóre 2/3 těsně nepostoupila z šanghajského RMR na Major, když v rozhodujícím utkání proti Fnatic nevyužila tři match pointy. Hned o 4 dny později si ale CS2 sekce spravila chuť, když poprvé v historii organizace ovládla MČR v Counter-Striku.
Dne 14. ledna organizace ukončila fungování své CS2 akademie DNE Thunders, jež fungovala od konce roku 2022.
V březnu 2025 CS2 sekce ovládla YaLLa Compass Winter 2025 a následně i European Pro League Season 23. Na tyto úspěchy navázala dubnovým děleným 3. místem na YaLLa Compass Qatar 2025 a květnovým triumfem na Rainbet Cupu.
Dne 16. května Dynamo Eclot ukončilo činnost své LoL sekce, jež fungovala již od založení organizace v roce 2015. DNE se tedy aktuálně soustředí na dva herní tituly, a to Counter-Strike 2 a NHL.

## Sekce

### Counter-Strike 2
k 28. dubnu 2025
| Národnost | Přezdívka | Jméno         | Role            | Datum vstupu      |
| --------- | --------- | ------------- | --------------- | ----------------- |
| Česko     | nbqq      | Vít Pohlot    | IGL             | 29. července 2021 |
| Česko     | Dytor     | Martin Handl  | Rifler          | 21. února 2022    |
| Česko     | forsyy    | David Bílý    | AWPer           | 15. prosince 2023 |
| Slovensko | M1key     | Jakub Krausko | Rifler          | 8. ledna 2025     |
| Česko     | manguss   | Robert Kasper | Rifler (lurker) | 20. května 2025   |
| Slovensko | The eLiVe | Erik Sith     | Náhradník       | 8. ledna 2025     |
| Česko     | replay    | Pavel Vaněk   | Coach           | 29. června 2023   |

### NHL
k 28. dubnu 2025
| Národnost | Přezdívka   | Jméno           | Role    | Datum vstupu      |
| --------- | ----------- | --------------- | ------- | ----------------- |
| Česko     | dzouvi      | Adam Menšík     | Kapitán | 4. prosince 2021  |
| Česko     | callmepablo | Adam Čejka      | Hráč    | 8. února 2020     |
| Česko     | DannyZedlo  | Daniel Sedláček | Hráč    | 13. prosince 2025 |

## Ambasadoři
k 28. dubnu 2025
- Dominik "Cuky" Cukr – streamer
- Klára "Klarush" Bartošíková – streamerka
- Jan "Morry" Moravec – streamer a youtuber
- Vojtěch "Richie" Bauer – parkourista
- "Sněhule" – streamerka
- Martin "zurys" Sláma – streamer

## Významní hráči
- Vít “nbqq” Pohlot (CZE) (Counter-Strike: Global Offensive a Counter-Strike 2, 2018, 2019–2021 a 2021–)[30]
- Matyáš “Matty” Kalužný (CZE) (Hearthstone, 2018–2021)
- Filip “K1-FiDa” Dvořák (CZE) (Counter-Strike: Global Offensive, 2019–2023)
- Jakub “Pardub” Pardubský (CZE) (Hearthstone, 2019–2021)
- Adam “callmepablo” Čejka (CZE) (NHL, 2020–)
- Michal “hcpce1996” Vaněk (CZE) (NHL, 2020–2024)
- Adam “dzouvi” Menšík (CZE) (NHL, 2021–)
- Vojtěch “Valencio” Mydlář (CZE) (Counter-Strike: Global Offensive, 2021–2023)
- Lukáš “capseN” Koláčný (CZE) (Counter-Strike: Global Offensive, 2021–2022)
- Adam “Jackies” Jeřábek (CZE) (League of Legends, 2021–2022)
- Martin “Dytor” Handl (CZE) (Counter-Strike: Global Offensive a Counter-Strike 2, 2022–)[30]
- Raul “Blytz” Gligor (ROM) (Counter-Strike 2, 2023–2025)
- David “forsyy” Bílý (CZE) (Counter-Strike 2, 2023–)
- Rasmus “kreaz” Johansson (SWE) (Counter-Strike 2, 2023–2024)
- Guy “anarkez” Trachtman (ISR) (Counter-Strike: Global Offensive, 2023)

## Úspěchy

### Counter-Strike[31]
– Rainbet Cup, CS2 2025

 – YaLLa Compass Qatar 2025, CS2 2025

 – European Pro League Season 23, CS2 2025

 – YaLLa Compass Winter 2025, CS2 2025

 – MČR, CS2 2024

 – MSR, CS2 2024

Úspěšná kvalifikace na Regional Major Ranking v Šanghaji – Perfect World Shanghai Major: European Qualifier A, CS2 2024

 – MČR Tipsport Cup Summer, CS2 2024

 – Tipsport Cup Summer 2024: Online Stage, CS2 2024

 – MČR Tipsport Cup Spring, CS2 2024

 – European Pro League Season 15, CS2 2024

 – ESEA Season 48: Main Division - Europe, CS2 2024

Tipsport Grandslam – MČR, Counter Strike Global Offensive a CS2 2023–2024

 – MČR Tipsport Cup Winter, CS2 2024

 – MČR, CS2 2023

 – MČR Tipsport Cup Prague Fall, CS2 2023

 – MSR, Counter Strike Global Offensive 2023

 – MČR Tipsport Cup Bratislava, Counter Strike Global Offensive 2023

 – MČR Tipsport Cup Prague Spring, Counter Strike Global Offensive 2023

 – Global Offensive Champions League Season 2, Counter Strike Global Offensive 2022

 – MČR, Counter Strike Global Offensive 2022

 – MSR, Counter Strike Global Offensive 2022

 – Tipsport Online Cup 2022, Counter Strike Global Offensive 2022

 – MSR, Counter Strike Global Offensive 2021

 – MSR, Counter Strike Global Offensive 2020

 – Y-Games @Home, Counter Strike Global Offensive 2020

 – MČR, Counter Strike Global Offensive 2019

 – MSR, Counter Strike Global Offensive 2018

 – MSR, Counter Strike Global Offensive 2017

 – MČR, Counter Strike Global Offensive 2016

 – MSR, Counter Strike Global Offensive 2016

### League of Legends[32]
– Hitpoint Masters Summer, League of Legends 2024

 – Hitpoint Masters Sping, League of Legends 2023

 – eLEAGUE Winter Cup 2022, League of Legends 2022

 – Hitpoint Masters Winter, League of Legends 2022

 – Hitpoint Masters Summer, League of Legends 2022

 – Hitpoint Masters Sping, League of Legends 2022

 – MČR, League of Legends 2021

 – Hitpoint Masters Winter, League of Legends 2021

 – Hitpoint Masters Summer, League of Legends 2021

### NHL
– Esport Hokejová Liga, NHL 2024

 – ENYAQ Hokejová Liga, NHL 2023

 – ENYAQ Hokejová Liga, NHL 2022

 – ENYAQ Hokejová Liga, NHL 2021

### Hearthstone
– Red Bull M.E.O. Season 2 World Finals, Hearthstone 2020

 – DH Leipzig, Hearthstone 2019

 – MČR, Hearthstone, 2019

 – MČR, Hearthstone 2017